# 池田克彦
池田 克彦（いけだ かつひこ、1953年 - ）は、日本の警察官僚。初代原子力規制庁長官。第88代警視総監。

## 人物
- 1953年、兵庫県神戸市出身。甲陽学院中学校・高等学校を経て、1976年京都大学法学部卒業[1]。
- 大学在学中に大学紛争を目の当たりにし、「正義の味方になりたい」と思い、1976年に警察庁に入庁。
- 警察官僚としては主に交通警察、警備警察の分野を中心に歩む。大阪府警察本部警備部長時代の1995年1月に阪神・淡路大震災に遭遇し、兵庫県警察本部と連携して事後処理に当たった経験もある。
- 警察庁警備局長在任中に2008年7月の第34回主要国首脳会議（北海道・洞爺湖サミット）警備の指揮を揮った。
- 警備警察の第一人者で知られる一方で、雑学やユーモアにも造詣があり、『知恵の話』という雑学の著書を出版している。
- 2010年1月18日、第88代警視総監に就任。2011年8月5日勇退。在任中の10月に警視庁国際テロ捜査情報流出事件が起きている。
- 2012年9月19日、環境省原子力規制委員会原子力規制庁長官に就任[2][3]。2015年7月31日、退職。
- 2023年4月、瑞宝重光章受章[4]。2023年9月、NPO法人災害時警友活動支援ネットワーク（SuNPoD）監事[5][6]。

## 経歴
- 1976年 警察庁入庁
- 1979年 群馬県警察本部刑事部捜査第二課長
- 1980年 内閣総理大臣官房審議室
- 1983年 警察庁交通局運転免許課課長補佐
- 1984年 警察庁交通局交通企画課課長補佐
- 1985年 警視庁警備部第七機動隊長
- 1987年 警察庁交通局交通規制課理事官
- 1989年 国家公安委員会委員長秘書官
- 1990年 警視庁総務部広報課長
- 1991年 警視庁警備部警備第一課長
- 1993年 千葉県警察本部警務部長
- 1994年 大阪府警察本部警備部長
- 1996年 岩手県警察本部長
- 1998年
  - 警察庁警備局公安第二課長
  - 警察庁警備局警備課長
- 2001年 警察庁長官官房総務課長
- 2002年 警視庁警備部長
- 2004年 埼玉県警察本部長
- 2006年 警視庁警務部長
- 2007年 警察庁警備局長
- 2010年 警視総監
- 2011年8月5日 退官
- 2012年9月19日 環境省原子力規制委員会原子力規制庁長官
- 2015年7月31日 環境省原子力規制委員会原子力規制庁長官退官
- 2015年11月1日 日本生命保険相互会社特別顧問
- 2015年11月4日 株式会社ライジングサンセキュリティーサービス顧問
- 2016年2月1日 一般社団法人日本マルチコプター安全推進協会理事[7]
- 2016年6月29日 鉄建建設株式会社社外取締役
- 2017年4月1日 株式会社MAパートナーズ顧問
- 2017年6月22日 公益財団法人日本道路交通情報センター理事長
- 2017年6月29日 株式会社テレビ朝日監査役、テレビ朝日ホールディングス取締役監査等委員

## 著書
- 『改正道路交通法』（立花書房、1986年）
- 『刑法総論マスター3週間』（立花書房、1988年） ISBN 978-4803723489
- 『知恵の話（わ）』（立花書房、2001年）
- 『うんちくコラム〈総集編〉 事情がわかれば世界がみえる』（立花書房、2003年）
- 『知恵の話（わ）』《Part-2》（立花書房、2006年）
- 『うんちくコラム〈総集編〉 Part2』（立花書房、2007年）
- 『知恵の話（わ）』《Part-3 実戦編》（立花書房、2009年）
- 『警視総監のとっておき雑学手帳』（幻冬舎文庫、2011年）
- 『うんちくコラム〈総集編〉 Part3 うんちく＆エトセトラ』（立花書房、2012年）
- 『名選手は見逃さない―池田警視総監訓示集』（立花書房、2012年）
- 『薀蓄雑学 説教の事典』（時事通信出版局、2016年）

## 脚註
1. ↑  “第88代警視総監に池田氏 米村氏退任へ=”. 共同通信. (2010年1月12日) 2014年10月26日閲覧。
2. ↑  「原子力規制庁:初代長官に池田克彦氏…前警視総監」毎日新聞 2012年9月12日
3. ↑  “原子力規制庁初代長官に池田氏 前警視総監で透明性狙い”. 共同通信. (2012年9月12日) 2014年10月26日閲覧。[リンク切れ]
4. ↑  『官報』号外第93号、令和5年5月1日
5. ↑  「検視人員、場所、すべてが不足」　震災教訓に警察OBが支援組織朝日新聞デジタル2023年12月1日
6. ↑  代表理事挨拶NPO法人災害時警友活動支援ネットワーク (SuNPoD)
7. ↑  http://jmsa.or.jp/topics/295.html [リンク切れ]